# Nepenthes eustachya
Nepenthes eustachya es una planta jarra tropical endémica de Sumatra, donde crece desde el nivel del mar hasta una altura de 1600 m. El epíteto específico eustachya, formado a partir de las palabras griegas eu (verdadero) y stachys (pico), se refiere a la estructura racemosa de la inflorescencia.

## Historia Botánica
Nepenthes eustachya probablemente fue recolectada por primera vez en febrero de 1856 por Johannes Elias Teijsmann en la costa de Sumatra cerca de la ciudad portuaria de Sibolga. Este espécimen, Teijsmann 529, fue designado como el lectotipo de N. eustachya por Matthew Jebb y Martin Cheek en su monografía de 1997. Se deposita en el herbario del jardín botánico de Bogor junto con dos isotipos.
Nepenthes eustachya fue descrita en 1858 por Friedrich Miquel. En 1908, John Muirhead Macfarlane retuvo N. eustachya como una especie distinta en su revisión del género, titulado "Nepenthaceae".
B. H. Danser no apoyó esta interpretación y en cambio trató a N. eustachya en sinonimia con N. alata en su monografía seminal, "Las Nepenthaceae de las Indias Holandesas", publicada en 1928. Escribió:

N. eustachya Miq., sólo registrada en Sumatra y aún distinguida por Macfarlane, está unida con N. alata en lo anterior. En su monografía, Macfarlane coloca N. alata en el grupo con tapa carinada, N. eustachya entre las especies sin quilla en la tapa; sin embargo, distingue una N. alata var. ecristata, sin quilla. Por lo demás, apenas hay diferencia entre estas dos especies y especialmente las inflorescencias son sorprendentemente parecidas.

Danser también identificó a Ridley 16097 de la península de Malasia como N. alata, extendiendo el rango de la especie aún más y haciendo que su aparente ausencia de Borneo sea difícil de explicar. Ahora se cree que Ridley 16097 representa una colección mixta de N. alba y N. benstonei.
Las plantas pertenecientes a N. eustachya fueron identificadas como N. alata por varios autores posteriores, incluidos Shigeo Kurata en 1973, Mitsuru Hotta y Rusjdi Tamin en 1986, Mike Hopkins, Ricky Maulder y Bruce Salmon en 1990, y T. Sota, M. Mogi y K. Kato en 1998.
En 1997, N. eustachya fue nuevamente elevado al rango de especie por Matthew Jebb y Martin Cheek, quienes notaron una serie de diferencias entre los dos taxones. Charles Clarke apoyó esta interpretación en su monografía de 2001, Nepenthes of Sumatra and Peninsular Malaysia.
El epíteto específico eustachya ha sido mal escrito varias veces en la literatura, incluyendo una vez por Otto Stapf en 1886 como N. eustachys y una vez por Jacob Gijsbert Boerlage en 1900 como N. eustachia.

## Descripción
Nepenthes eustachya es una planta trepadora. El tallo alcanza una longitud de hasta 5 m y un diámetro de 0,8 cm. Los internodos son cilíndricos en sección transversal y hasta 12 cm de largo.
Las hojas son coriáceas y pecioladas. La lámina es de forma oblongo-lanceolada y puede tener hasta 20 cm de largo y 5 cm de ancho. Tiene un ápice redondeado a emarginado, que puede estar subpeltado. El pecíolo es canaliculado, no decurrante y generalmente carece de alas. Sujeta el tallo en aproximadamente la mitad de su circunferencia. Hay dos a cuatro venas longitudinales a cada lado de la nervadura central. Las venas pinnadas surgen oblicuamente desde la nervadura central. Los zarcillos alcanzan los 15 cm de longitud.
La roseta y los cántaros inferiores son ovoides en el cuarto más bajo y cilíndricos en la parte superior, con frecuencia ensanchándose justo debajo del peristoma. Miden hasta 20 cm de alto y 4 cm de ancho. En la superficie interna, la región glandular cubre la porción ovoide de la taza de la jarra. La jarra carece de alas, y en su lugar tiene un par de costillas. La boca de la jarra es redonda y tiene una inserción oblicua. El peristoma aplanado puede tener hasta 5 mm de ancho. Su margen interior está revestido con dientes indistintos.  La porción interna del peristoma representa alrededor del 29% de la longitud total de la superficie de su sección transversal. El párpado es suborbicular y carece de apéndices. El espolón mide hasta 4 mm de largo y generalmente es bífido.
Las jarras superiores se parecen a sus homólogos inferiores en la mayoría de los aspectos. Suelen alcanzar un tamaño ligeramente mayor y son infundibulares en el cuarto superior.
Nepenthes eustachya tiene una inflorescencia racemosa. El pedúnculo mide hasta 40 cm de largo, mientras que el raquis alcanza los 30 cm de largo. Los pedúnculos parciales son de una o dos flores y carecen de bractéolas. Sépalos de forma lanceolada y hasta 4 mm de largo.
Las partes inmaduras de la planta pueden tener un escaso indumento de pelos blancos, en su mayoría caducos. Las partes maduras son glabras en todas partes.
El tallo y la lámina son verdes. Las jarras son de color blanco a rosa claro con muchas manchas rojas. La parte inferior de la tapa suele ser más oscura que el resto de la jarra. El peristoma suele ser amarillento y puede presentar rayas rojas.

## Ecología

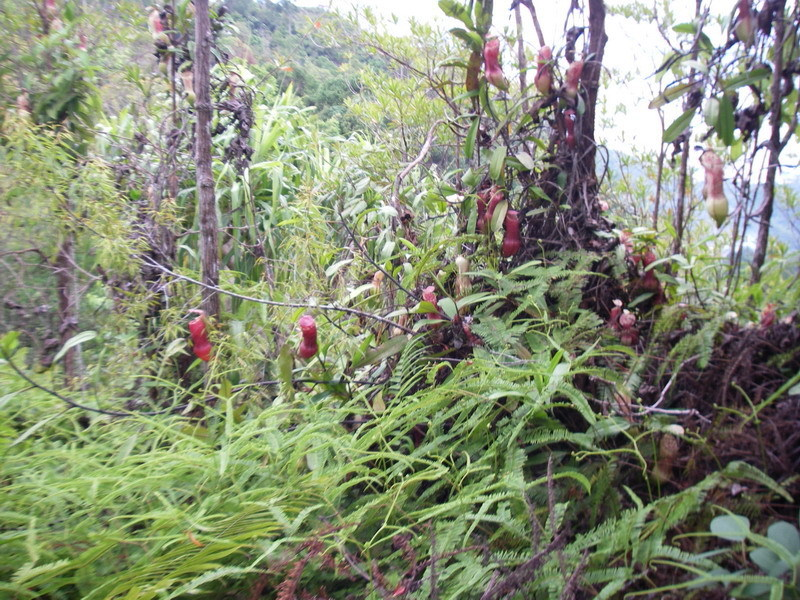
Plantas trepadoras que crecen entre helechos

Nepenthes eustachya es endémica de las provincias indonesias de Sumatra del Norte y Sumatra Occidental; su rango natural se extiende desde Sibolga hasta las tierras altas de Padang. Tiene una distribución altitudinal de 0 a 1600 m sobre el nivel del mar.
Nepenthes eustachya generalmente crece en sitios abiertos y soleados en acantilados y pendientes empinadas en el margen del bosque. Está restringido a sustratos de arenisca y, a menudo, crece sobre roca desnuda. Donde se encuentra la especie, es común y puede formar grupos densos, como los que crecen junto a la carretera de Sibolga a Tarutung en el norte de Sumatra.
Nepenthes eustachya crece muy cerca de otras especies de tierras bajas, como N. albomarginata, N. ampullaria, N. gracilis, N. longifolia y N. sumatrana. Se sabe que se hibrida con todas estas especies.
El estado de conservación de N. eustachya figura como Preocupación menor en la Lista Roja de Especies Amenazadas de la UICN de 2018.

## Especies relacionadas
Nepenthes eustachya se diferencia de N. alata en varias características morfológicas. Jebb y Cheek describieron estas diferencias cuando restauraron a la primera como una especie válida. Nepenthes eustachya tiene una lámina lanceolada con un ápice redondeado a subpeltado, mientras que la de N. alata es lanceolada-ovada con un ápice agudo o atenuado. El pecíolo también sirve para distinguir estas especies: en N. eustachya apenas si tiene alas, mientras que en N. alata tiene alas amplias. Los cántaros de N. eustachya tienen un espolón simple o bifurcado, en comparación con el apéndice simple y puntiagudo de N. alata. Las partes maduras de N. eustachya son glabras, mientras que N. alata tiene un indumento de pelos rojizos o blanquecinos. Jebb y Cheek también compararon la estructura de la base de la jarra: la de N. eustachya es angular y leñosa, atenuándose gradualmente hacia el zarcillo. La base de las jarras de N. alata, sin embargo, tienen una textura similar al resto del cántaro y se atenúa abruptamente hacia el zarcillo.
Nepenthes alata exhibe una gran variabilidad en su rango y es inevitable que algunas plantas se desvíen de los caracteres descritos por Jebb y Cheek. Sin embargo, la combinación general de diferencias morfológicas parece ser estable y es esto lo que demarca estas especies.
Nepenthes eustachya tiene un parecido superficial con N. mirabilis. Se distingue de esta especie por sus cántaros inferiores, que carecen de alas, sus márgenes foliares fimbriados en brotes cortos y hojas coriáceas, en contraposición a las cartáceas en estas últimas.
Charles Clarke observa que los cántaros superiores de N. eustachya, que tienen una base globosa pronunciada, pueden parecerse a los de N. clipeata de Borneo y N. klossii de Nueva Guinea. Sin embargo, sería difícil confundir a estas especies, ya que tienen poco más en común y están geográficamente aisladas unas de otras.
En 2001, Clarke realizó un análisis cladístico de las especies de Nepenthes de Sumatra y Malasia peninsular utilizando 70 características morfológicas de cada taxón. La siguiente es una parte del cladograma resultante, que muestra el "Clado 5". Comprende el par hermano de N. eustachya y N. mirabilis con un 72% de apoyo, así como un subclado débilmente apoyado (69%) que incluye N. longifolia y los taxones hermanos N. rafflesiana y N. sumatrana con un 58% de apoyo de arranque.
|  | N. eustachya |
|  |              |
|  | N. mirabilis |
|  |              |

|     | N. longifolia                                                   |
|     |                                                                 |
| 58% | \| \| N. rafflesiana \| \| \| \| \| \| N. sumatrana \| \| \| \| |
|     | \| \| N. rafflesiana \| \| \| \| \| \| N. sumatrana \| \| \| \| |
|     | N. rafflesiana                                                  |
|     |                                                                 |
|     | N. sumatrana                                                    |
|     |                                                                 |

|  | N. rafflesiana |
|  |                |
|  | N. sumatrana   |
|  |                |

|  | N. eustachya |
|  |              |
|  | N. mirabilis |
|  |              |

|     | N. longifolia                                                   |
|     |                                                                 |
| 58% | \| \| N. rafflesiana \| \| \| \| \| \| N. sumatrana \| \| \| \| |
|     | \| \| N. rafflesiana \| \| \| \| \| \| N. sumatrana \| \| \| \| |
|     | N. rafflesiana                                                  |
|     |                                                                 |
|     | N. sumatrana                                                    |
|     |                                                                 |

|  | N. rafflesiana |
|  |                |
|  | N. sumatrana   |
|  |                |

## Híbridos naturales
Se sabe que Nepenthes eustachya se hibrida con varias otras especies de Nepenthes con las que es simpatrica.
Nepenthes albomarginata y N. eustachya crecen en poblaciones mixtas en varios lugares de las tierras altas de Padang y Tapanuli. Los híbridos naturales entre ellos parecen ser relativamente comunes alrededor del río Tjampo en Sumatra Occidental. Charles Clarke observó en 1998 una planta joven de N. albomarginata × N. eustachya representada en Nepenthes de Sumatra y Malasia peninsular en Bukit Kambut en Sumatra Occidental. Creció en vegetación secundaria entre una población de N. eustachya a una altitud de alrededor de 900 m. Esta planta fue posteriormente destruida, pero Clarke y Troy Davis encontraron varias otras plantas en Bukit Tjampo. Los híbridos crecían en un denso matorral de helechos (Dicranopteris linearis y Dipteris sp.) A aproximadamente 750 m.
Nepenthes albomarginata × N. eustachya a menudo produce hojas y cántaros rojizos. La banda blanca característica de N. albomarginata está presente justo debajo del peristoma. Al igual que N. eustachya, el indumento está casi completamente ausente de las hojas, que son subpecioladas y más anchas que las de N. albomarginata. No se han observado plantas maduras de este híbrido y, como tal, se desconocen los cántaros superiores y la inflorescencia.
Nepenthes eustachya × N. longifolia se ha registrado en varios lugares cerca de Payakumbuh y Sibolga, donde sus especies parentales son simpátricas. Es relativamente raro porque N. eustachya y N. longifolia se encuentran en hábitats marcadamente diferentes; el primero generalmente crece en sitios expuestos y soleados, mientras que el segundo es más común en bosques densos y sombreados. Este híbrido se diferencia de N. eustachya por tener márgenes de láminas con flecos con pelos cortos de color marrón rojizo. El peristoma a menudo tiene una sección elevada distintiva en la parte delantera, una característica heredada de N. longifolia. Se distingue de N. longifolia por sus zarcillos más cortos y la presencia de surcos longitudinales en la superficie de la lámina, similares a los de N. eustachya.
Además, se han observado supuestos híbridos naturales con N. ampullaria, N. gracilis, y N. sumatrana.

## Otras lecturas
- Clarke, C.M. 2006. Introduction. In: Danser, B.H. The Nepenthaceae of the Netherlands Indies. Natural History Publications (Borneo), Kota Kinabalu. pp. 1–15.
- Hernawati & P. Akhriadi 2006. A Field Guide to the Nepenthes of Sumatra. PILI-NGO Movement, Bogor.
- Kurniawati, R. 2010. Serangga yang terdapat pada kantong Nepenthes albomarginata T. Lobb ex Lindl. dan Nepenthes eustachya Miq. di Kawasan Cagar Alam Lembah Harau Kabupaten Limapuluh Kota. Thesis, Andalas University, Padang. Abstract
- Mansur, M. 2001. Koleksi Nepenthes di Herbarium Bogoriense: prospeknya sebagai tanaman hias. In: Prosiding Seminar Hari Cinta Puspa dan Satwa Nasional. Lembaga Ilmu Pengetahuan Indonesia, Bogor. pp. 244–253.
- Marlina, L. 2010. Anatomi bunga jantan kantung semar (Nepenthes eustachya Miq.). Thesis, Andalas University, Padang. Abstract
- Meimberg, H., A. Wistuba, P. Dittrich & G. Heubl 2001. Molecular phylogeny of Nepenthaceae based on cladistic analysis of plastid trnK intron sequence data. Plant Biology 3(2): 164–175. doi 10.1055/s-2001-12897
- Meimberg, H. 2002. Molekular-systematische Untersuchungen an den Familien Nepenthaceae und Ancistrocladaceae sowie verwandter Taxa aus der Unterklasse Caryophyllidae s. l.. Ph.D. thesis, Ludwig Maximilian University of Munich, Munich.
- Meimberg, H. & G. Heubl 2006. Introduction of a nuclear marker for phylogenetic analysis of Nepenthaceae. Plant Biology 8(6): 831–840. doi 10.1055/s-2006-924676
- Meimberg, H., S. Thalhammer, A. Brachmann & G. Heubl 2006. Comparative analysis of a translocated copy of the trnK intron in carnivorous family Nepenthaceae. Molecular Phylogenetics and Evolution 39(2): 478–490. doi 10.1016/j.ympev.2005.11.023
- Syamsuardi & R. Tamin 1994. Kajian kekerabatan jenis-jenis Nepenthes di Sumatera Barat. Project report, Andalas University, Padang. Abstract
- Syamsuardi 1995. Klasifikasi numerik kantong semar (Nepenthes) di Sumatera Barat. [Numerical classification of pitcher plants (Nepenthes) in West Sumatra.] Journal Matematika dan Pengetahuan Alam 4(1): 48–57. Abstract
- Zulhelmi, R. 2009. Megasporogenesis pada kantung semar (Nepenthes eustachya Miq.). Thesis, Andalas University, Padang. Abstract